# شاتهام، نیوجرسی
شاتهام (به انگلیسی: Chatham Township) شهری در ایالت نیوجرسی کشور ایالات متحده آمریکا است که جمعیت آن در سرشماری سال ۲۰۱۰ میلادی، ۱۰٬۴۵۲ نفر بوده‌است.